# Diego Pérez Marne
Diego Pérez Marne, född 22 februari 1978 i León, är en spansk-svensk handbollstränare och före detta handbollsspelare. Han är högerhänt och spelade i anfall som mittnia.

## Klubblagskarriär
I Sverige har han bara representerat HK Drott i Halmstad. Först under perioden 2003–2006 och  sedan 2010–2013 spelade han i HK Drott. 2006 stannade han inte i klubben då Drotts ekonomi inte orkade med hans kontrakt. Efter fyra år i mindre bra lag i Spanien återvände han till Sverige nu som svensk medborgare. Hans andra spelperiod i Sverige kröntes 2013 blev han svensk mästare i klubben.
Han var huvudtränare för HK Drott från november 2015 (tillsammans med Lars-Magnus Jönsson till slutet av första säsongen) till februari 2017.